# サンドロ・ロセイ
サンドロ・ロセイ（カタルーニャ語: Sandro Rosell）ことアレシャンドレ・ロセイ・イ・フェリウ（Alexandre Rosell i Feliu, 1964年3月6日 - ）は、スペイン・バルセロナ出身の実業家。第39代FCバルセロナ会長であった。2003年にFCバルセロナ会長に就任したジョアン・ラポルタの下で共同経営者やシニア・アドバイザーを務め、ロナウジーニョを獲得したことで知られている。

## 経歴
バルセロナに生まれ、子どもの頃からFCバルセロナのファンであった。

### 2003年の会長選挙
ロセイとジョアン・ラポルタは2003年に出会い、ロセイはラポルタのFCバルセロナ会長選挙立候補をサポートした。過半数の得票を得てラポルタが第38代会長に就任すると、ロセイはスポーツ部門の副会長として選挙公約のデヴィッド・ベッカムの獲得を試みた。ロセイは「（ベッカムの獲得に）80%の自信がある」と主張したが、結局ベッカムはライバルのレアル・マドリードに移籍した。ベッカムの獲得失敗により、クラブの首脳陣は新体制の目玉選手をパリ・サンジェルマンFCのロナウジーニョに方針転換し、マンチェスター・ユナイテッドFCとの争奪戦を制してロナウジーニョを獲得した。当時のクラブの財政は不確実なものであり、ロナウジーニョの確保は重要なものであった。ロセイは語学堪能で中南米と太いパイプを持っており、プレミアリーグ優勝クラブを差し置いてのロナウジーニョ獲得は、ロセイのナイキブラジル支社幹部との友好関係によるものであると広く信じられた。さらにデコやラファエル・マルケスなどの獲得にも尽力し、2004-05シーズンには6シーズンぶりにリーグタイトルを獲得した。

### 2005年の執行部辞任後
2004-05シーズンにタイトルを獲得したにもかかわらず、ラポルタによる当初の計画の実行がうまくいっていないとして、2005年6月、ロセイはスポーツ部門の副会長を辞任した。2006年春、FCバルセロナがまさにUEFAチャンピオンズリーグ決勝に挑もうとしている時に「現実世界へようこそ」（西 : Benvingut al món real、英 : Welcome to the real world）という本を出版した。辞任に際してラポルタとの間に問題があったことが明らかにされており、ラポルタ会長に対する直接的な攻撃に思えた。ラポルタの1期目はクラブ史に残る好成績を挙げたため、2006年に行われた会長選挙の際には、ロセイがかつての盟友の対抗馬として出馬することはなかった。将来的に会長選に出馬する可能性があるかと問われた際には、「絶対にない」と答えている。副会長辞任後のロセイはラポルタの手腕を批判し、「クラブ全体が完全に無秩序である」と主張した。しかし、ラポルタがジョゼップ・グアルディオラを監督に選んだこのについてはラポルタを支持して「そうすべきだ」と答え、国際連合児童基金(UNICEF)とスポンサー契約を結んだことも支持した。

### 2010年の会長選挙
2008年6月27日、ラポルタの任期が満了する2010年の会長選挙出馬を記者会見で表明した。同じ頃、ロセイを支援するOriol Giraltがラポルタの不信任動議を提出し、ラポルタは動議の背後にいたロセイを訴えた。なぜラポルタに対抗するのかと問われると、ロセイは「現在のクラブ運営は独自性がなく、透明性がなく、民主的でない」からだと答えた。会長選挙にはロセイの他にラポルタ政権発足時からクラブ委員を務めたアグスティ・ベネディト、ロセイの辞任後にスポーツ部門の副会長を務めたマルク・イングラ、ラポルタの後継者を自認するジャウマ・フェレールが出馬した。選挙は2010年6月13日に行われ、クラブのソシオから61.35%の票を集めて他候補を圧倒したロセイが当選した。有効得票数（35,021票）は史上最多であり、7月1日にラポルタに代わって第39代会長に就任した。ジョゼップ・グアルディオラ監督を留任させ、チキ・ベギリスタインの後継のスポーツディレクターには1980年代後半から1990年代前半にFCバルセロナでプレーしたアンドニ・スビサレッタを起用した。クラブはロセイの就任時に4億4200万ユーロ（約481億円）もの負債を抱えており、ロセイはラポルタ前会長の杜撰な経営を痛烈に批判した。2010年12月には2011-12シーズンからのカタール財団とのスポンサー契約で合意に達し、クラブ創設以来初の胸スポンサーロゴ導入に踏み切ったが、名誉会長のヨハン・クライフからは「自ら哲学を捨て去るのは賢明ではない」と批判された。また、前任者に比べて会長自身の露出は少なく、メディア受けが良くないとされる。会長就任後初のシーズンとなった2010-11シーズンにはスーペルコパ・デ・エスパーニャ、リーガ・エスパニョーラ、UEFAチャンピオンズリーグで優勝し、就任初年度の獲得タイトル数を更新した。2011年夏にはセスク・ファブレガスを獲得した。

## タイトル
FCバルセロナの会長として

### 国内タイトル
- リーガ・エスパニョーラ (1):

2010-11
- スーペルコパ・デ・エスパーニャ (2):

2010, 2011

### 国外タイトル
- UEFAチャンピオンズリーグ (1):

2010-11
- UEFAスーパーカップ: (1)

2011